# Louis Baretta
Louis Baretta, né à Ixelles le 26 septembre 1866 et mort à Schaerbeek le 5 mars 1928, est un peintre et un aquafortiste belge. Il est considéré comme faisant partie de la génération des symbolistes belges, parmi lesquels James Ensor et Fernand Khnopff, avec lesquels il est également ami.

## Biographie

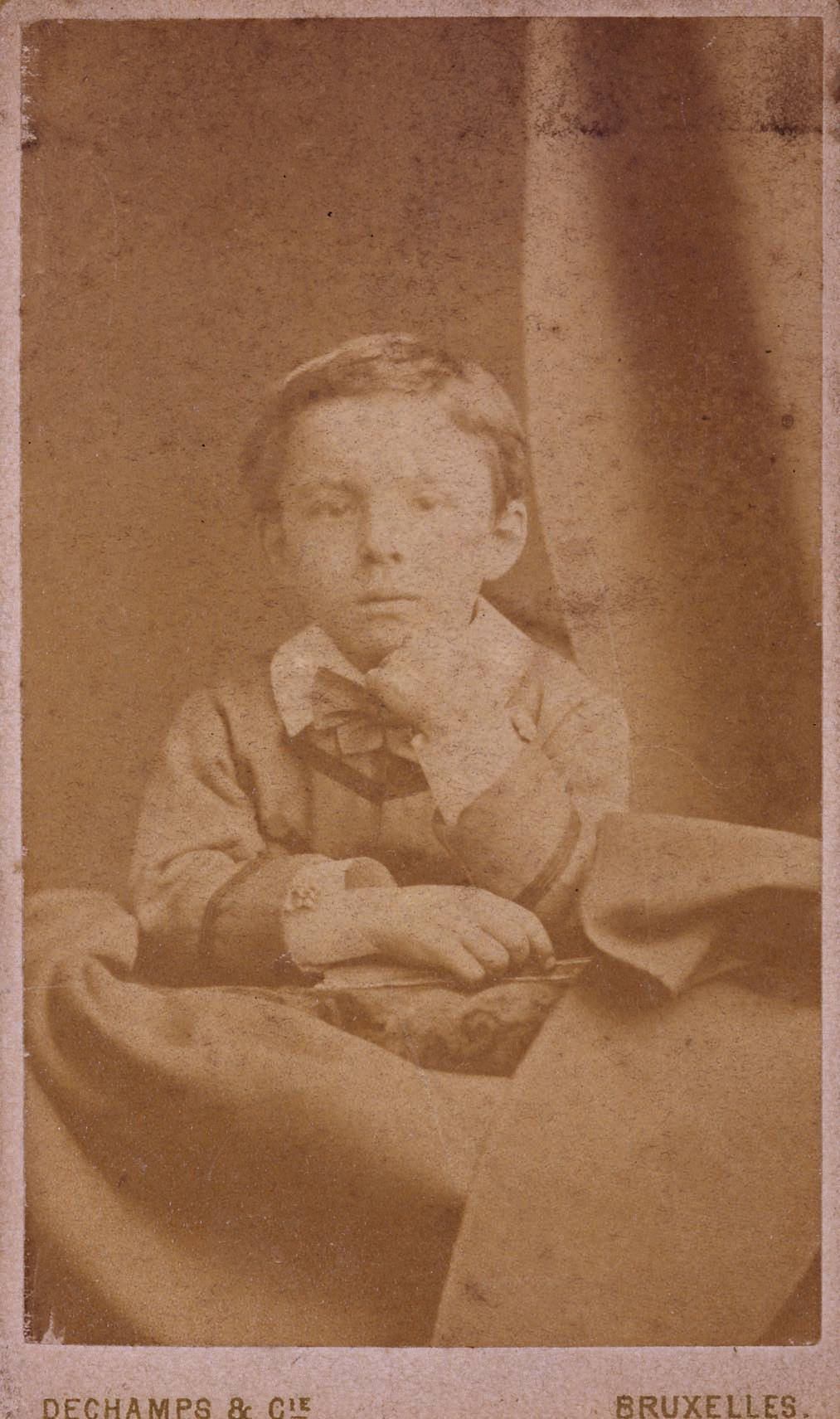
Louis Baretta photographié par P.E. Dechamps vers 1873.

### Famille
Louis Marie Gustave Baretta, né à Ixelles, rue de Dublin, no 89, est le fils de Jean François Baretta, bijoutier, et de sa troisième épouse Louise Thérèse Clément. Son frère, établi en France, est Jules Baretta, mouleur pathologique au service de l'hôpital Saint-Louis de Paris. 
Depuis une luxation douloureuse de la hanche à l'âge de sept qui l'a laissé boiteux, Louis Baretta reste handicapé .

### Formation
Louis Baretta étudie, de 1884 à 1887, à l'Académie royale des beaux-arts de Bruxelles, auprès de Jean-François Portaels, où il obtient un premier prix en 1886. Il fréquente ensuite l'école de peinture de « L'Art Flamand », où il se forme comme dessinateur et graveur sous l'influence de Félicien Rops,.

### Carrière
Il se rapproche du cercle d'art Voorwaarts, existant de 1885 à 1893, et présente quelques œuvres à l'exposition privée de 1885 qui a lieu dans l'atelier de Franz Meerts, le fondateur du cercle. Souhaitant demeurer indépendant, il s'attire l'opposition des artistes établis et conservateurs.
Vers 1900, Louis Baretta travaille brièvement comme professeur à Schaerbeek. Après un conflit avec les religieux dirigeant l'établissement, au sujet de l'utilisation d'un modèle nu masculin, il est licencié et se retire dans son atelier mansardé à Bruxelles. C'est là qu'il mène le reste de sa vie, d'abord seul, puis vers 1902, avec son ancien élève et ami le peintre Joseph Vuylsteke (1884-1962). Il vend peu d'œuvres et mène une vie matérielle précaire, s'éloignant progressivement des biens prosaïques, pour se rapprocher de la spiritualité chrétienne.
Louis Baretta, dont la santé est délétère depuis des années, meurt, des suites de la tuberculose, à l'âge de 62 ans, à Schaerbeek le 5 mars 1928.

## Œuvre et idéologie

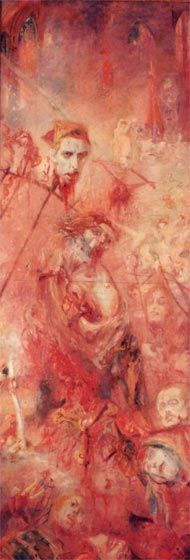
Les Derniers défenseurs du sang de Dieu (1913).

Baretta est un temps attiré par l'anarchisme, sous l'influence de Henry de Groux, et captivé par le marxisme. Cependant, en 1891, il se convertit au catholicisme, animé par un idéalisme orienté vers une croyance chrétienne mystique, sous l'influence de Léon Bloy, dont il lit Le Désespéré et qui le bouleverse,,. 
S'appuyant désormais sur une profonde conviction religieuse catholique, il abandonne ses sujets profanes réalistes pour travailler avec passion sur des scènes symbolistes visionnaires et religieusement connotées. De caractère fougueux, il réalise également de nombreux autoportraits, s'identifiant souvent à la figure tourmentée du Christ,. 
Ses œuvres se caractérisent par une riche palette de couleurs, souvent teintées d'une lueur rougeâtre, dans une palette de couleurs sanglantes, rappelant celle d'Ensor. Il dessine souvent des images violentes pleines de souffrance, de sang et de mort, repoussant les frontières entre obscène et sensuel, morbide et émotionnel, sacré et sadique. Parmi ses œuvres à caractère religieux, figurent : Golgotha, Ecce homo, Jésus honni, Le Voile de Véronique, Le Couronnement d'épines, Après le grand drame : Mère et Fils, La Flagellation et L'Agonie de la lumière. 
Baretta admire Émile Verhaeren, Charles Baudelaire, Léon Bloy et Ludwig van Beethoven, sur lesquels il se projette régulièrement. Il représente en peinture ou en eaux-fortes de nombreuses fois la figure de Baudelaire : Baudelaire le nomade du grand rêve, Baudelaire, l'insatisfait cherchant le vrai bonheur. Il représente également Beethoven : Beethoven pleurant, La Mort de Beethoven et s'inspire de la mystique allemande Anne Catherine Emmerich dans La Douleur-Passion. En 1913, son autoportrait monumental et son œuvre majeure Les Derniers défenseurs du sang de Dieu est salué comme un chef-d'œuvre par Fernand Khnopff,. Il se considère comme un génie, mais aussi comme un martyr, et estime que Dieu seul pouvait juger son œuvre. Finalement, il détruit une grande partie de son œuvre, dont seulement un dixième a été conservé.
Il ne participe qu'à deux expositions officielles dans sa vie : la première fois en 1914 au Salon du Printemps, où initialement refusé, l'intervention de Fernand Khnopff lui permit d'exposer et, la seconde fois, en 1925 à la galerie Georges Giroux, toutes deux à Bruxelles.

## Postérité
Après sa mort en 1928, Louis Baretta laisse une trentaine d'œuvres (dix tableaux et une vingtaine de gravures) à son élève Joseph Vuylsteke, qui a gardé ouvert un musée Baretta à la maison communale de Furnes de 1938 jusqu'à sa mort en 1962,. Par la suite, une grande partie de son œuvre finit littéralement dans la poussière. Considéré comme un peintre maudit, Baretta est tombé dans une relative obscurité pendant des décennies, jusqu'à ce que TV-Bruxelles lui consacre un documentaire en 2010. La même année, une biographie complète consacrée à Louis Baretta par Ghislain Potvlieghe est publiée. À l'automne 2011, une vaste exposition de son travail a eu lieu à la Maison de Ville et de Campagne de Furnes.

## Portraits

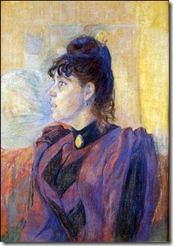
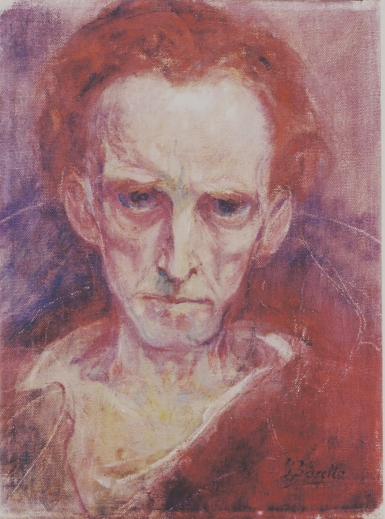
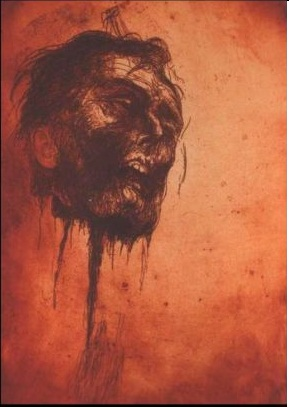
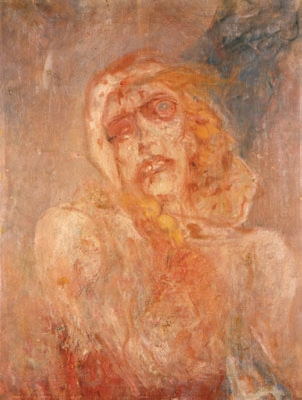
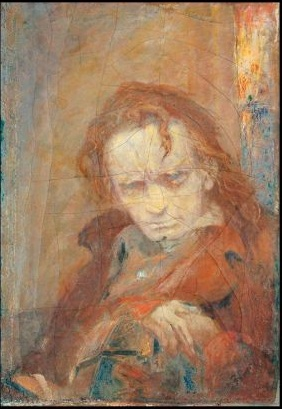